# Профитис-Илиас (район Афин)
Профи́тис-Или́ас (греч. Προφήτης Ηλίας — пророк Илия) — густонаселённый район Афин, который возник вокруг церкви Илии Пророка; часть района Панграти. Район пересекает одноимённый проспект.
На территории района базируется спортивный клуб «Профитис-Илиас», футбольная команда которой в сезоне 2009—2010 играла в третьем национальном дивизионе Гамма Этника, а баскетбольная команда — в А2 Этника.